# Токијски залив
Токијски залив (東京湾 Токио-ван) је залив који се налази у јужном јапанском региону Канто, и обухвата обале Токија, Канагава Префектуре, и Префектуре Чиба. Токијски залив је повезан са Тихим океаном преко канала Урага. Његово старо име био је Едо залив (江戸湾 Едо-ван). Регија Токијског залива је и најмногољуднија и највећа индустријализована зона у Јапану.

## Име
У древна времена, Јапанци су Токијски залив звали учи-уми (内海) или "унутрашње море". Током Азучи-Момојама периода (1568—1600.) подручје је постало познато као Едо залив, по угледу на град Едо. Залив је свој данашњи назив, Токијски, добио у модерним временима, након што се двор преселио у Едо и тај град је преименован у Токијо 1868.

## Географија
Токијски залив дубоко залази у Канто низију. Окружена је Босо полуострвом у префектури Чиба на истоку и на Мјура полуострвом у префектури Канагава на западу. Обала Токијског залива састоји се од делувијумское висоравни и подлеже брзој морској ерозији. Седименти на обали залива чине обалу глатком и континуираном.